# Belgische Bierpong-Meisterschaft
Die Belgische Bierpong-Meisterschaft (Belgisch kampioenschap beerpong / Championnat de Belgique de Bière-pong) ist das größte Bierpongturnier in Belgien, das jährlich Hunderte von Teilnehmern und Zuschauern anzieht. Sie findet seit 2014 auf dem Beats n' Bots Festival in Lichtervelde, einem Festival, das dem Trinkspiel Bierpong gewidmet is, statt.

## Geschichte
Beer Pong stammt ursprünglich aus den USA und wurde bei Studenten populär. In Belgien gewann das Spiel in den letzten Jahren an Beliebtheit, was 2014 zur Gründung der Belgischen Beer Pong Meisterschaft in Antwerpen führte. Das Turnier erlangte schnell Aufmerksamkeit, sowohl in den Medien als auch in der Community. 2022 jedoch verbot der Stadtrat von Antwerpen das Turnier aufgrund von Bedenken über den öffentlichen Alkoholkonsum und damit verbundenen Störungen, was Debatten über Alkoholregeln bei öffentlichen Veranstaltungen auslöste.
Nach der Verlegung nach Lichtervelde im Jahr 2023 konnte das Turnier das Verbot umgehen und sein Image verbessern, indem es Sportgeist und Gemeinschaftsgeist in den Vordergrund stellte. Es nahmen 256 Teilnehmer aus ganz Belgien teil, was das Wachstum des Turniers widerspiegelt.
Im Jahr 2024 blieb der Andrang groß und das Turnier war in nur fünf Tagen ausgebucht. Die Teilnahme lokaler Politiker unterstrich seine zunehmende Bedeutung in der Region. Während Beer Pong-Turniere in Antwerpen weiterhin verboten sind, unterstützt Lichtervelde die Meisterschaft weiterhin und plant ein weiteres Wachstum.
Der Titel 2024 ging an das Team „On met la Patate!“ – Nelis Himpe und Yakari Pyckavet – die Gilles Brouckaert und Senne Vandecaveye im Finale besiegten. Ein fünf Meter hohes aufblasbares Werbeobjekt des Influencers Average Rob wurde gestohlen, jedoch verlief das Turnier selbst reibungslos.

## Herausragende Erfolge
- 2018: Team: 'KURT' (Arne Cazaerck und Steven Comeye), die Belgien bei den European Series of Beer Pong in Innsbruck, Österreich, vertraten.[9]
- 2019: Team: 'In de kakker van Roos Van Acker' (Def Fossez und Bryan Pyncket)[10]
- 2023: Team: 'Jh De Komeet' (Maxime Debruyne und Axl Loyson)[11]
- 2024: Team 'On met la Patate!' (Nelis Himpe und Yakari Pyckavet)[12]